# V.League Division 1 2020/2021 (damer)
V.League Division 1 2020/21 var den 27:e upplagan av tävlingen , som utser de japanska mästarna i volleyboll på damsidan. Den spelades 17 oktober 2020 till 21 februari 2021.Slutspelet av kejsarinnans cup spelades under vinteruppehållet 11-20 december 2020. Den 4 augusti 2020 tillkännagav arrangörer att de hade vidtagit åtgärder för att skydda atleter, åskådare och andra berörda mot coronaviruset. Åtgärderna innebar bland att arenor bara användes till 50 % av sin kapacitet och delades in i tre zoner:
- Zone 1: Aktivadel (spelare, domare m.fl.)
- Zone 2: Turneringsdel (övrig personal och press)
- Zone 3: Åskådardel

Åskådarnas kroppstemperatur mättes av innan de kom in och de var förbjudna från vissa former av stöd som högljuda rop, high fives och användning av thundersticks.
JT Marvelous blev mästare genom att besegra Toray Arrows i finalen.

## Klubbar

### Stab
| Denso Airybees             | Gen Kawakita           | Fumika Moriya   | Nishio, Aichi        |  | Denso                      |
| Himeji Victorina           | Kodai Nakaya           | Riho Sadakane   | Himeji, Hyōgo        |  | Himeji Victorina Co., Ltd. |
| Hisamitsu Springs          | Shingo Sakai           | Mana Toe        | Tosu, Saga           |  | Hisamitsu Pharmaceutical   |
| Hitachi Rivale             | Asako Tajimi           | Maiha Haga      | Hitachinaka, Ibaraki |  | Hitachi Automotive Systems |
| JT Marvelous               | Tomoko Yoshihara       | Mako Kobata     | Osaka, Hyogo         |  | Japan Tobacco Ltd.         |
| Kurobe AquaFairies         | Takaya Maruyama        | Saki Maruyama   | Kurobe, Toyama       |  | Kurobe AquaFairies         |
| NEC Red Rockets            | Takayuki Kaneko        | Misaki Yamauchi | Kawasaki, Kanagawa   |  | NEC Corporation            |
| Okayama Seagulls           | Akiyoshi Kawamoto      | Aimi Kawashima  | Okayama              |  | Okayama Seagulls Co., Ltd. |
| PFU BlueCats               | Masayasu Sakamoto      | Ayaka Horiguchi | Kanazawa, Ishikawa   |  | PFU Limited                |
| Saitama Ageo Medics        | Antônio Marcos Lerbach | Akane Yamagishi | Ageo, Saitama        |  | Ageo Medical Grupp         |
| Toray Arrows               | Akira Koshiya          | Ai Kurogo       | Ōtsu, Shiga          |  | Toray Industries           |
| Toyota Auto Body Queenseis | Haruya Indo            | Aya Watanabe    | Kariya, Aichi        |  | Toyota Auto Body           |

### Utländska spelare
Varje lag fick ha en utländsk spelare från valfritt land samt en spelare från ett av länderna i ASEAN.
| Utländska spelare          | Utländska spelare           | Utländska spelare           |
| Lag                        | Internationellt             | ASEAN                       |
| -------------------------- | --------------------------- | --------------------------- |
| Denso Airybees             | Kathryn Plummer (NORCECA)   | i.u.                        |
| Himeji Victorina           | Aliona Martiniuc (CEV)      | i.u.                        |
| Hisamitsu Springs          | Foluke Akinradewo (NORCECA) | i.u.                        |
| Hitachi Rivale             | Hannah Tapp (NORCECA)       | i.u.                        |
| JT Marvelous               | Andrea Drews (NORCECA)      | Thatdao Nuekjang (AVC)      |
| Kurobe AquaFairies         | Simone Lee (NORCECA)        | i.u.                        |
| NEC Red Rockets            | Neriman Özsoy (CEV)         | i.u.                        |
| Okayama Seagulls           | i.u.                        | i.u.                        |
| PFU BlueCats               | Roslandy Acosta (CSV)       | Hathairat Jarat (AVC)       |
| Saitama Ageo Medics        | Shainah Joseph (NORCECA)    | Alyja Daphne Santiago (AVC) |
| Toray Arrows               | Jana Kulan (CEV)            | i.u.                        |
| Toyota Auto Body Queenseis | Indre Sorokaite (CEV)       | Pornpun Guedpard (AVC)      |

### Spelarövergångar[8][9]
| Spelare           | Kom från                              | Gick till                  |
| ----------------- | ------------------------------------- | -------------------------- |
| Tamaki Matsui     | JWCPE                                 | Denso Airybees             |
| Mami Yokota       | Tokai Mermaids                        | Denso Airybees             |
| Satomi Fukudome   | Ryukoku University                    | Denso Airybees             |
| Kathryn Plummer   | Saugella Team Monza                   | Denso Airybees             |
| Shiori Aratani    | NEC Red Rockets                       | Himeji Victorina           |
| Akane Shimizu     | Aichi Gakuin University               | Himeji Victorina           |
| Akiho Matsumoto   | Tokai Mermaids                        | Himeji Victorina           |
| Moeri Hanai       | NSSU                                  | Himeji Victorina           |
| Aliona Martiniuc  | VK Proton                             | Himeji Victorina           |
| Chihiro Sasaki    | TWCPE                                 | Himeji Victorina           |
| Nana Magota       | Fukuoka University                    | Himeji Victorina           |
| Moe Kiyota        | Bunkyo Gakuin High School             | Himeji Victorina           |
| Kano Miyaji       | Shimokitazawa Seitoku                 | Himeji Victorina           |
| Misaki Inoue      | Saitama Ageo Medics                   | Hisamitsu Springs          |
| Ayaka Araki       | Higashi Kyushu Ryukoku High School    | Hisamitsu Springs          |
| Yuka Ikeya        | NSSU                                  | Hisamitsu Springs          |
| Akari Shirasawa   | NIFS                                  | Hisamitsu Springs          |
| Sarina Sakai      | Tohoku Fukushi University             | Hitachi Rivale             |
| Rui Nonaka        | Akita North High School               | Hitachi Rivale             |
| Saori Kamizawa    | Furukawa Gakuen High School           | Hitachi Rivale             |
| Keito Saiga       | Funabashi High School                 | Hitachi Rivale             |
| Nana Sakakibara   | Hachiojijissen                        | JT Marvelous               |
| Thatdao Nuekjang  | Khonkaenstar VC                       | JT Marvelous               |
| Yukiko Wada       | Kyoto Tachibana High School           | JT Marvelous               |
| Yuka Tateishi     | Aoyama Gakuin University              | Kurobe AquaFairies         |
| Yuka Kosugi       | Mukogawa Women's University           | Kurobe AquaFairies         |
| majuka Tobe       | Tohoku Fukushi University             | Kurobe AquaFairies         |
| Hinano Michishita | Kobe Shinwa Women's University        | Kurobe AquaFairies         |
| Kasumi Nojima     | Aoyama Gakuin University              | NEC Red Rockets            |
| Moeka Kinoe       | University of Tsukuba                 | NEC Red Rockets            |
| Minami Yasuda     | Okazaki Gakuen High School            | NEC Red Rockets            |
| Neriman Özsoy     | Toyota Auto Body Queenseis            | NEC Red Rockets            |
| Uran Kido         | Osaka International Takii High School | Okayama Seagulls           |
| Mei Funada        | Matsuyama Shinonome High School       | Okayama Seagulls           |
| Kyoka Seto        | Juntendo University                   | PFU BlueCats               |
| Mari Morita       | JWCPE                                 | PFU BlueCats               |
| Natsumi Watabiki  | Kurobe AquaFairies                    | PFU BlueCats               |
| Mana Ishikawa     | TED Ankara Kolejliler SK              | PFU BlueCats               |
| Hathairat Jarat   | Khonkaenstar VC                       | PFU BlueCats               |
| Roslandy Acosta   | Itambé/Minas                          | PFU BlueCats               |
| Shainah Joseph    | Sta. Lucia Lady Realtors              | Saitama Ageo Medics        |
| Mami Uchiseto     | Toyota Auto Body Queenseis            | Saitama Ageo Medics        |
| Hazuki Nakamoto   | Himeji Victorina                      | Saitama Ageo Medics        |
| Hiromi Tagawa     | Panasonic Bluebells                   | Saitama Ageo Medics        |
| Ryo Sakamoto      | Kyoto Tachibana High School           | Toray Arrows               |
| Kazane Kumai      | NSSU                                  | Toyota Auto Body Queenseis |
| Saki Inaba        | Kyushu Bunka Gakuen High School       | Toyota Auto Body Queenseis |
| Ayaka Matsumoto   | Saitama Ageo Medics                   | Toyota Auto Body Queenseis |
| Pornpun Guedpard  | Khonkaenstar VC                       | Toyota Auto Body Queenseis |
| Indre Sorokaite   | Imoco Volley                          | Toyota Auto Body Queenseis |

## Arenor
| Adastria Arena, Mito Baycom Gymnasium, Amagasaki CNA Arena, Akita Fukuoka Citizens Gymnasium Goshogawara Citizen Gymnasium Green Arena, Kobe Hitachinaka Sports Facility | Kakogawa Municipal Gymnasium Kanazawa Stad Gymnasium Kitagas Arena, Sapporo Koriyama Gymnasium Kuki City Gymnasium Kurobe General Sports Center Matto Park Arena, Hakusan | Nishio Stad Gymnasium Ookini Arena, Osaka Ota Ward Gymnasium, Tokyo Saga Sunrise Park Gymnasium Saiden Chemical Arena, Saitama Shiga Gymnasium, Otsu Shimadzu Arena, Kyoto | Sky Hall Toyota Sun Arena, Wajima Todoroki Arena, Kawasaki Wing Arena Kariya Wink Gymnasium, Himeji Yokkaichi City Gymnasium Zip Arena, Okayama |

| Saitama Prefectural Budokan, Ageo | Ota Ward Gymnasium, Tokyo | Ikenokawa Sakura Arena, Hitachi |  |

## Spelkalender
Grundserien började 17 oktober 2020 och pågick till 21 februari 2021. Matcherna spelades på lördagar och söndagar. Alla lag var schemalagda att spela 22 matcher så att de mötte alla andra lag både hemma och bort. Efter grundserien delades lagen upp i tre grupper baserat på deras placering:
- Grupp 1 bestod av lagen på plats 1-4
- Grupp 2 bestod av lagen på plats 5-8
- Grupp 3 bestod av lagen på plats 9-12

Slutspelet spelades helgen 20-21 februari 20-21 2021 och spelades i cupformat inom respektive grupp (där lag 1 & 4 respektive lag 2 & 3 i respektive grupp möttes i "semifinaler" på lördagen och spel om respektive slutplacering spelades på söndagen. De två sista lagen (d.v.s. de i grupp 3 som förlorade sina lördagsmatcher) fick spela kval ("V.Challenge match") mot ettan och tvåan i Division 2 

## Rankningskriterier
Om slutresultatet blev 3-0 eller 3-1 tilldelades 3 poäng till det vinnande laget och 0 till det förlorande laget, om slutresultatet blev 3-2 tilldelades 2 poäng till det vinnande laget och 1 till det förlorande laget. På grund av Covid-19-pandemin kom ett stort antal matcher att inte spelas. Därför ändras reglerna pn antal vunna matcher till andel vunna matcher.
Rankningsordningen definierades utifrån:
- Andel vunna matcher
- Kvot vunna / förlorade set
- Kvot vunna / förlorade poäng.

## Grundserien

### Slutplaceringar
|  | Vidare till spel om plats 1-4  |
|  | Vidare till spel om plats 5-8  |
|  | Vidare till spel om plats 9-12 |

| Sluttabell grundserien | Sluttabell grundserien     | Sluttabell grundserien | Sluttabell grundserien | Sluttabell grundserien | Sluttabell grundserien | Sluttabell grundserien | Sluttabell grundserien |
| Rank                   | Lag                        | V                      | F                      | VK                     | SV                     | SF                     | SK                     |
| ---------------------- | -------------------------- | ---------------------- | ---------------------- | ---------------------- | ---------------------- | ---------------------- | ---------------------- |
| 1                      | Toray Arrows               | 21                     | 0                      | 100.00                 | 63                     | 11                     | 5.73                   |
| 2                      | JT Marvelous               | 16                     | 4                      | 80.00                  | 52                     | 21                     | 2.48                   |
| 3                      | NEC Red Rockets            | 15                     | 5                      | 75.00                  | 50                     | 23                     | 2.17                   |
| 4                      | Denso Airybees             | 12                     | 7                      | 63.20                  | 44                     | 32                     | 1.38                   |
| 5                      | Saitama Ageo Medics        | 12                     | 8                      | 60.00                  | 41                     | 31                     | 1.32                   |
| 6                      | Okayama Seagulls           | 11                     | 10                     | 52.40                  | 39                     | 40                     | 0.97                   |
| 7                      | Hisamitsu Springs          | 10                     | 11                     | 47.60                  | 40                     | 39                     | 1.03                   |
| 8                      | Hitachi Rivale             | 6                      | 15                     | 28.60                  | 28                     | 53                     | 0.53                   |
| 9                      | Toyota Auto Body Queenseis | 6                      | 15                     | 28.60                  | 24                     | 48                     | 0.50                   |
| 10                     | PFU BlueCats               | 4                      | 13                     | 23.50                  | 18                     | 43                     | 0.42                   |
| 11                     | Kurobe AquaFairies         | 4                      | 16                     | 20.00                  | 24                     | 52                     | 0.46                   |
| 12                     | Himeji Victorina           | 4                      | 17                     | 19.00                  | 26                     | 56                     | 0.46                   |

### Individuella utmärkelser
| Individuella utmärkelser - Grundserien | Individuella utmärkelser - Grundserien | Individuella utmärkelser - Grundserien       | Individuella utmärkelser - Grundserien | Individuella utmärkelser - Grundserien |
| pris                                   | Spelare                                | Lag                                          | Utmärkelse                             | Gång                                   |
| -------------------------------------- | -------------------------------------- | -------------------------------------------- | -------------------------------------- | -------------------------------------- |
| Bästa poängvinnare                     | Jana Kulan                             | Toray Arrows                                 | 436 Total P                            | 2:a                                    |
| Spikepris                              | Haruyo Shimamura                       | NEC Red Rockets                              | 51,7% Kill Rate                        | 1:a                                    |
| Blockpris                              | Foluke Akinradewo Erika Araki          | Hisamitsu Springs Toyota Auto Body Queenseis | 0.81 Blocks/set                        | 2:a                                    |
| Servepris                              | Misaki Yamauchi                        | NEC Red Rockets                              | 15,6% Serve Effect Rate                | 1:a                                    |
| Mottagarpris                           | Mako Kobata                            | JT Marvelous                                 | 68,3% Reception Rate                   | 1:a                                    |

### Matchresultat

#### Runda 1
Vecka 1
| 17 oktober 2020 12:00 | PFU BlueCats                        | 2–3 | Kurobe AquaFairies | Matto Park Arena, Hakusan Publik: 0 Domare: Yui Asai Rapport: Rapport A Rapport B |
| 17 oktober 2020 12:00 | (20-25, 25-19, 25-19, 19-25, 12-15) |     |                    | Matto Park Arena, Hakusan Publik: 0 Domare: Yui Asai Rapport: Rapport A Rapport B |

| 17 oktober 2020 12:00 | Hitachi Rivale                      | 3–2 | Himeji Victorina | Adastria Mito Arena Publik: 685 Domare: Toshie Akai Rapport: Rapport A Rapport B |
| 17 oktober 2020 12:00 | (25-16, 22-25, 21-25, 25-20, 15-12) |     |                  | Adastria Mito Arena Publik: 685 Domare: Toshie Akai Rapport: Rapport A Rapport B |

| 17 oktober 2020 13:00 | Hisamitsu Springs     | 3–0 | Denso Airybees | Saga Sunrise Park Gymnasium Publik: 465 Domare: Hirokazu Tomita Rapport: Rapport A Rapport B |
| 17 oktober 2020 13:00 | (25-23, 26-24, 26-24) |     |                | Saga Sunrise Park Gymnasium Publik: 465 Domare: Hirokazu Tomita Rapport: Rapport A Rapport B |

| 17 oktober 2020 15:00 | Saitama Ageo Medics   | 0–3 | Toray Arrows | Matto Park Arena, Hakusan Publik: 0 Domare: Yuka Kitamura Rapport: Rapport A Rapport B |
| 17 oktober 2020 15:00 | (20-25, 18-25, 14-25) |     |              | Matto Park Arena, Hakusan Publik: 0 Domare: Yuka Kitamura Rapport: Rapport A Rapport B |

| 17 oktober 2020 16:00 | JT Marvelous          | 3–0 | Okayama Seagulls | Saga Sunrise Park Gymnasium Publik: 465 Domare: Takeshi Eshita Rapport: Rapport A Rapport B |
| 17 oktober 2020 16:00 | (25-20, 25-22, 25-21) |     |                  | Saga Sunrise Park Gymnasium Publik: 465 Domare: Takeshi Eshita Rapport: Rapport A Rapport B |

| 18 oktober 2020 12:00 | Hitachi Rivale                      | 3–2 | Toyota Auto Body Queenseis | Adastria Mito Arena Publik: 728 Domare: Mikako Masuoka Rapport: Rapport A Rapport B |
| 18 oktober 2020 12:00 | (16-25, 25-15, 21-25, 25-20, 15-13) |     |                            | Adastria Mito Arena Publik: 728 Domare: Mikako Masuoka Rapport: Rapport A Rapport B |

| 18 oktober 2020 12:00 | Hisamitsu Springs            | 1–3 | JT Marvelous | Saga Sunrise Park Gymnasium Publik: 668 Domare: Junichi Hayashi Rapport: Rapport A Rapport B |
| 18 oktober 2020 12:00 | (22-25, 27-25, 19-25, 13-25) |     |              | Saga Sunrise Park Gymnasium Publik: 668 Domare: Junichi Hayashi Rapport: Rapport A Rapport B |

| 18 oktober 2020 13:00 | PFU BlueCats          | 0–3 | Toray Arrows | Matto Park Arena, Hakusan Publik: 0 Domare: Atsushi Hattori Rapport: Rapport A Rapport B |
| 18 oktober 2020 13:00 | (13-25, 10-25, 17-25) |     |              | Matto Park Arena, Hakusan Publik: 0 Domare: Atsushi Hattori Rapport: Rapport A Rapport B |

| 18 oktober 2020 15:00 | Okayama Seagulls             | 1–3 | NEC Red Rockets | Saga Sunrise Park Gymnasium Publik: 668 Domare: Hirokazu Tomita Rapport: Rapport A Rapport B |
| 18 oktober 2020 15:00 | (25-19, 19-25, 19-25, 18-25) |     |                 | Saga Sunrise Park Gymnasium Publik: 668 Domare: Hirokazu Tomita Rapport: Rapport A Rapport B |

| 18 oktober 2020 15:30 | Saitama Ageo Medics          | 3–1 | Kurobe AquaFairies | Matto Park Arena, Hakusan Publik: 0 Domare: Satomi Naito Rapport: Rapport A Rapport B |
| 18 oktober 2020 15:30 | (23-25, 25-23, 25-23, 25-23) |     |                    | Matto Park Arena, Hakusan Publik: 0 Domare: Satomi Naito Rapport: Rapport A Rapport B |

Vecka 2
| 24 oktober 2020 11:00 | Toyota Auto Body Queenseis | 0–3 | Denso Airybees | Yokkaichi Stad Gymnasium Publik: 0 Domare: Masato Ono Rapport: Rapport A Rapport B |
| 24 oktober 2020 11:00 | (13-25, 20-25, 19-25)      |     |                | Yokkaichi Stad Gymnasium Publik: 0 Domare: Masato Ono Rapport: Rapport A Rapport B |

| 24 oktober 2020 12:00 | Saitama Ageo Medics                 | 2–3 | Himeji Victorina | Kuki Stad Gymnasium Publik: 0 Domare: Yuka Kitamura Rapport: Rapport A Rapport B |
| 24 oktober 2020 12:00 | (25-18, 25-17, 23-25, 22-25, 15-17) |     |                  | Kuki Stad Gymnasium Publik: 0 Domare: Yuka Kitamura Rapport: Rapport A Rapport B |

| 24 oktober 2020 13:00 | NEC Red Rockets              | 3–1 | JT Marvelous | Todoroki Arena, Kawasaki Publik: 1 835 Domare: Toshie Akai Rapport: Rapport A Rapport B |
| 24 oktober 2020 13:00 | (25-18, 25-19, 26-28, 30-28) |     |              | Todoroki Arena, Kawasaki Publik: 1 835 Domare: Toshie Akai Rapport: Rapport A Rapport B |

| 24 oktober 2020 15:00 | Hisamitsu Springs     | 3–0 | Hitachi Rivale | Kuki Stad Gymnasium Publik: 0 Domare: Yui Asai Rapport: Rapport A Rapport B |
| 24 oktober 2020 15:00 | (25-22, 25-21, 25-22) |     |                | Kuki Stad Gymnasium Publik: 0 Domare: Yui Asai Rapport: Rapport A Rapport B |

| 24 oktober 2020 15:30 | Okayama Seagulls      | 3–0 | Kurobe AquaFairies | Todoroki Arena, Kawasaki Publik: 1 451 Domare: Tatsumi Sawa Rapport: Rapport A Rapport B |
| 24 oktober 2020 15:30 | (25-15, 25-17, 25-21) |     |                    | Todoroki Arena, Kawasaki Publik: 1 451 Domare: Tatsumi Sawa Rapport: Rapport A Rapport B |

| 25 oktober 2020 12:00 | Toyota Auto Body Queenseis | 0–3 | Toray Arrows | Yokkaichi Stad Gymnasium Publik: 0 Domare: Ken Nakayama Rapport: Rapport A Rapport B |
| 25 oktober 2020 12:00 | (19-25, 26-28, 17-25)      |     |              | Yokkaichi Stad Gymnasium Publik: 0 Domare: Ken Nakayama Rapport: Rapport A Rapport B |

| 25 oktober 2020 12:00 | Saitama Ageo Medics   | 3–0 | Hisamitsu Springs | Kuki Stad Gymnasium Publik: 0 Domare: Mikako Masuoka Rapport: Rapport A Rapport B |
| 25 oktober 2020 12:00 | (25-22, 25-15 ,25-19) |     |                   | Kuki Stad Gymnasium Publik: 0 Domare: Mikako Masuoka Rapport: Rapport A Rapport B |

| 25 oktober 2020 13:00 | NEC Red Rockets       | 3–0 | Kurobe AquaFairies | Todoroki Arena, Kawasaki] Publik: 1 425 Domare: Satomi Naito Rapport: Rapport A Rapport B |
| 25 oktober 2020 13:00 | (25-20, 25-22, 25-19) |     |                    | Todoroki Arena, Kawasaki] Publik: 1 425 Domare: Satomi Naito Rapport: Rapport A Rapport B |

Vecka 3
| 31 oktober 2020 12:00 | Denso Airybees        | 3–0 | Kurobe AquaFairies | Koriyama Gymnasium Publik: 900 Domare: Hiroaki Takahashi Rapport: Rapport A Rapport B |
| 31 oktober 2020 12:00 | (25-15, 25-11, 25-21) |     |                    | Koriyama Gymnasium Publik: 900 Domare: Hiroaki Takahashi Rapport: Rapport A Rapport B |

| 31 oktober 2020 13:00 | Himeji Victorina            | 1–3 | Hisamitsu Springs | Wink Gymnasium, Himeji Publik: 728 Domare: Toshie Akai Rapport: Rapport A Rapport B |
| 31 oktober 2020 13:00 | (19-25, 25-19, 19-25, 9-25) |     |                   | Wink Gymnasium, Himeji Publik: 728 Domare: Toshie Akai Rapport: Rapport A Rapport B |

| 31 oktober 2020 13:05 | Okayama Seagulls             | 3–1 | Saitama Ageo Medics | Zip Arena, Okayama Publik: 950 Domare: Yuka Kitamura Rapport: Rapport A Rapport B |
| 31 oktober 2020 13:05 | (25-17, 14-25, 25-16, 25-15) |     |                     | Zip Arena, Okayama Publik: 950 Domare: Yuka Kitamura Rapport: Rapport A Rapport B |

| 31 oktober 2020 15:30 | JT Marvelous          | 3–0 | Hitachi Rivale | Zip Arena, Okayama Publik: 800 Domare: Yasuo Chiyonobu Rapport: Rapport A Rapport B |
| 31 oktober 2020 15:30 | (25-18, 27-25, 25-21) |     |                | Zip Arena, Okayama Publik: 800 Domare: Yasuo Chiyonobu Rapport: Rapport A Rapport B |

| 31 oktober 2020 16:00 | Toray Arrows          | 3–0 | NEC Red Rockets | Wink Gymnasium, Himeji Publik: 450 Domare: Kazuyoshi Yamamoto Rapport: Rapport A Rapport B |
| 31 oktober 2020 16:00 | (25-16, 25-22, 25-22) |     |                 | Wink Gymnasium, Himeji Publik: 450 Domare: Kazuyoshi Yamamoto Rapport: Rapport A Rapport B |

| 01 november 2020 13:00 | Denso Airybees        | 3–0 | PFU BlueCats | Koriyama Gymnasium Publik: 1 050 Domare: Atsushi Hattori Rapport: Rapport A Rapport B |
| 01 november 2020 13:00 | (25-11, 25-22, 25-17) |     |              | Koriyama Gymnasium Publik: 1 050 Domare: Atsushi Hattori Rapport: Rapport A Rapport B |

| 01 november 2020 13:00 | Himeji Victorina             | 1–3 | NEC Red Rockets | Wink Gymnasium, Himeji Publik: 670 Domare: Satomi Naito Rapport: Rapport A Rapport B |
| 01 november 2020 13:00 | (27-29, 27-25, 22-25, 26-28) |     |                 | Wink Gymnasium, Himeji Publik: 670 Domare: Satomi Naito Rapport: Rapport A Rapport B |

| 01 november 2020 13:00 | Okayama Seagulls             | 3–1 | Hitachi Rivale | Zip Arena, Okayama Publik: 1 100 Domare: Ryota Kunigami Rapport: Rapport A Rapport B |
| 01 november 2020 13:00 | (25-19, 27-29, 25-19, 25-13) |     |                | Zip Arena, Okayama Publik: 1 100 Domare: Ryota Kunigami Rapport: Rapport A Rapport B |

| 01 november 2020 15:30 | JT Marvelous          | 3–0 | Saitama Ageo Medics | Zip Arena, Okayama Publik: 750 Domare: Keiko Tanemoto Rapport: Rapport A Rapport B |
| 01 november 2020 15:30 | (25-21, 25-21, 25-22) |     |                     | Zip Arena, Okayama Publik: 750 Domare: Keiko Tanemoto Rapport: Rapport A Rapport B |

| 01 november 2020 16:00 | Toyota Auto Body Queenseis | 0–3 | Hisamitsu Springs | Wink Gymnasium, Himeji Publik: 350 Domare: Toshie Akai Rapport: Rapport A Rapport B |
| 01 november 2020 16:00 | (21-25, 20-25, 21-25)      |     |                   | Wink Gymnasium, Himeji Publik: 350 Domare: Toshie Akai Rapport: Rapport A Rapport B |

Vecka 4
| 07 november 2020 12:00 | Saitama Ageo Medics          | 3–1 | Toyota Auto Body Queenseis | Shimadzu Arena, Kyoto Publik: 0 Domare: Masato Ono Rapport: Rapport A Rapport B |
| 07 november 2020 12:00 | (25-14, 25-23, 26-28, 25-17) |     |                            | Shimadzu Arena, Kyoto Publik: 0 Domare: Masato Ono Rapport: Rapport A Rapport B |

| 07 november 2020 13:00 | JT Marvelous                        | 3–2 | Denso Airybees | Kakogawa Municipal Gymnasium Publik: 460 Domare: Yuka Kitamura Rapport: Rapport A Rapport B |
| 07 november 2020 13:00 | (25-19, 24-26, 25-18, 18-25, 15-11) |     |                | Kakogawa Municipal Gymnasium Publik: 460 Domare: Yuka Kitamura Rapport: Rapport A Rapport B |

| 07 november 2020 15:00 | NEC Red Rockets       | 3–0 | PFU BlueCats | Shimadzu Arena, Kyoto Publik: 0 Domare: Takeshi Eshita Rapport: Rapport A Rapport B |
| 07 november 2020 15:00 | (25-10, 25-20, 25-18) |     |              | Shimadzu Arena, Kyoto Publik: 0 Domare: Takeshi Eshita Rapport: Rapport A Rapport B |

| 07 november 2020 15:00 | Toray Arrows                 | 3–1 | Hisamitsu Springs | Shiga Gymnasium, Otsu Publik: 826 Domare: Mikako Masuoka Rapport: Rapport A Rapport B |
| 07 november 2020 15:00 | (25-19, 23-25, 25-17, 25-22) |     |                   | Shiga Gymnasium, Otsu Publik: 826 Domare: Mikako Masuoka Rapport: Rapport A Rapport B |

| 07 november 2020 16:00 | Okayama Seagulls      | 3–0 | Himeji Victorina | Kakogawa Municipal Gymnasium Publik: 240 Domare: Tatsumi Sawa Rapport: Rapport A Rapport B |
| 07 november 2020 16:00 | (25-16, 25-23, 25-23) |     |                  | Kakogawa Municipal Gymnasium Publik: 240 Domare: Tatsumi Sawa Rapport: Rapport A Rapport B |

| 08 november 2020 11:00 | Toyota Auto Body Queenseis | 3–0 | PFU BlueCats | Shimadzu Arena, Kyoto Publik: 0 Domare: Junichi Hayashi Rapport: Rapport A Rapport B |
| 08 november 2020 11:00 | (29-27, 25-21, 25-11 )     |     |              | Shimadzu Arena, Kyoto Publik: 0 Domare: Junichi Hayashi Rapport: Rapport A Rapport B |

| 08 november 2020 13:00 | JT Marvelous                  | 3–1 | Himeji Victorina | Kakogawa Municipal Gymnasium Publik: 450 Domare: Satomi Naito Rapport: Rapport A Rapport B |
| 08 november 2020 13:00 | (19-25, 25-21, 25-22, 25-16 ) |     |                  | Kakogawa Municipal Gymnasium Publik: 450 Domare: Satomi Naito Rapport: Rapport A Rapport B |

| 08 november 2020 14:00 | Saitama Ageo Medics          | 1–3 | NEC Red Rockets | Shimadzu Arena, Kyoto Publik: 0 Domare: Masao Ono Rapport: Rapport A Rapport B |
| 08 november 2020 14:00 | (17-25, 25-20, 22-25, 22-25) |     |                 | Shimadzu Arena, Kyoto Publik: 0 Domare: Masao Ono Rapport: Rapport A Rapport B |

| 08 november 2020 15:00 | Toray Arrows                       | 3–2 | Hitachi Rivale | Shiga Gymnasium, Otsu Publik: 824 Domare: Toshie Akai Rapport: Rapport A Rapport B |
| 08 november 2020 15:00 | (25-21, 19-25, 22-25, 25-16, 15-9) |     |                | Shiga Gymnasium, Otsu Publik: 824 Domare: Toshie Akai Rapport: Rapport A Rapport B |

| 08 november 2020 15:30 | Okayama Seagulls             | 1–3 | Denso Airybees | Kakogawa Municipal Gymnasium Publik: 250 Domare: Yuka Kitamura Rapport: Rapport A Rapport B |
| 08 november 2020 15:30 | (23-25, 25-23, 21-25, 25-27) |     |                | Kakogawa Municipal Gymnasium Publik: 250 Domare: Yuka Kitamura Rapport: Rapport A Rapport B |

Vecka 5
| 14 november 2020 12:00 | Kurobe AquaFairies                  | 3–2 | Hisamitsu Springs | Kurobe General Sports Center Publik: 1 500 Domare: Satomi Naito Rapport: Rapport A Rapport B |
| 14 november 2020 12:00 | (25-22, 22-25, 25-22, 19-25, 15-13) |     |                   | Kurobe General Sports Center Publik: 1 500 Domare: Satomi Naito Rapport: Rapport A Rapport B |

| 14 november 2020 13:00 | Denso Airybees                      | 2–3 | Toray Arrows | Nishio Stad Gymnasium Publik: 930 Domare: Yuka Kitamura Rapport: Rapport A Rapport B |
| 14 november 2020 13:00 | (19-25, 23-25, 25-16, 25-21, 13-15) |     |              | Nishio Stad Gymnasium Publik: 930 Domare: Yuka Kitamura Rapport: Rapport A Rapport B |

| 14 november 2020 13:00 | NEC Red Rockets       | 0–3 | Toyota Auto Body Queenseis | Ota Ward Gymnasium, Tokyo Publik: 1 507 Domare: Toshie Akai Rapport: Rapport A Rapport B |
| 14 november 2020 13:00 | (23-25, 23-25, 21-25) |     |                            | Ota Ward Gymnasium, Tokyo Publik: 1 507 Domare: Toshie Akai Rapport: Rapport A Rapport B |

| 14 november 2020 16:00 | Okayama Seagulls             | 3–1 | PFU BlueCats | Kurobe General Sports Center Publik: 1 600 Domare: Atsushi Hattori Rapport: Rapport A Rapport B |
| 14 november 2020 16:00 | (25-18, 24-26, 25-23, 25-19) |     |              | Kurobe General Sports Center Publik: 1 600 Domare: Atsushi Hattori Rapport: Rapport A Rapport B |

| 14 november 2020 15:30 | Saitama Ageo Medics   | 3–0 | Hitachi Rivale | Ota Ward Gymnasium, Tokyo Publik: 1 417 Domare: Masato Ono Rapport: Rapport A Rapport B |
| 14 november 2020 15:30 | (25-19, 25-19, 25-22) |     |                | Ota Ward Gymnasium, Tokyo Publik: 1 417 Domare: Masato Ono Rapport: Rapport A Rapport B |

| 15 november 2020 12:00 | Kurobe AquaFairies           | 1–3 | JT Marvelous | Kurobe General Sports Center Publik: 1 350 Domare: Mikako Masuoka Rapport: Rapport A Rapport B |
| 15 november 2020 12:00 | (25-17, 14-25, 20-25, 17-25) |     |              | Kurobe General Sports Center Publik: 1 350 Domare: Mikako Masuoka Rapport: Rapport A Rapport B |

| 15 november 2020 13:00 | Denso Airybees               | 3–1 | Himeji Victorina | Nishio Stad Gymnasium Publik: 710 Domare: Hiroyuki Hara Rapport: Rapport A Rapport B |
| 15 november 2020 13:00 | (29-27, 18-25, 26-24, 25-18) |     |                  | Nishio Stad Gymnasium Publik: 710 Domare: Hiroyuki Hara Rapport: Rapport A Rapport B |

| 15 november 2020 13:00 | NEC Red Rockets       | 3–0 | Hitachi Rivale | Ota Ward Gymnasium, Tokyo Publik: 1 437 Domare: Yuka Tsushima Rapport: Rapport A Rapport B |
| 15 november 2020 13:00 | (25-16, 25-21, 25-14) |     |                | Ota Ward Gymnasium, Tokyo Publik: 1 437 Domare: Yuka Tsushima Rapport: Rapport A Rapport B |

| 15 november 2020 14:35 | Hisamitsu Springs            | 3–1 | PFU BlueCats | Kurobe General Sports Center Publik: 1 500 Domare: Yui Asai Rapport: Rapport A Rapport B |
| 15 november 2020 14:35 | (25-19, 18-25, 25-15, 25-11) |     |              | Kurobe General Sports Center Publik: 1 500 Domare: Yui Asai Rapport: Rapport A Rapport B |

Vecka 6
| 21 november 2020 11:00 | Denso Airybees               | 3–1 | Hitachi Rivale | E. Plaza Ishikawa Publik: 0 Domare: Takeshi Eshita Rapport: Rapport A Rapport B |
| 21 november 2020 11:00 | (25-18, 23-25, 26-24, 25-21) |     |                | E. Plaza Ishikawa Publik: 0 Domare: Takeshi Eshita Rapport: Rapport A Rapport B |

| 21 november 2020 13:00 | Hisamitsu Springs                  | 2–3 | Okayama Seagulls | Fukuoka Citizens Gymnasium Publik: 700 Domare: Shin Yamamoto Rapport: Rapport A Rapport B |
| 21 november 2020 13:00 | (25-27, 25-20, 25-18, 22-25, 8-15) |     |                  | Fukuoka Citizens Gymnasium Publik: 700 Domare: Shin Yamamoto Rapport: Rapport A Rapport B |

| 21 november 2020 13:05 | Himeji Victorina      | 0–3 | Toray Arrows | Wink Gymnasium, Himeji Publik: 751 Domare: Hirokazu Tomita Rapport: Rapport A Rapport B |
| 21 november 2020 13:05 | (16-25, 14-25, 15-25) |     |              | Wink Gymnasium, Himeji Publik: 751 Domare: Hirokazu Tomita Rapport: Rapport A Rapport B |

| 21 november 2020 14:00 | PFU BlueCats          | 0–3 | JT Marvelous | E. Plaza Ishikawa Publik: 0 Domare: Hiroyuki Hara Rapport: Rapport A Rapport B |
| 21 november 2020 14:00 | (17-25, 10-25, 18-25) |     |              | E. Plaza Ishikawa Publik: 0 Domare: Hiroyuki Hara Rapport: Rapport A Rapport B |

| 21 november 2020 16:00 | Toyota Auto Body Queenseis | 0–3 | Kurobe AquaFairies | Wink Gymnasium, Himeji Publik: 376 Domare: Satomi Naito Rapport: Rapport A Rapport B |
| 21 november 2020 16:00 | (16-25, 22-25, 23-25)      |     |                    | Wink Gymnasium, Himeji Publik: 376 Domare: Satomi Naito Rapport: Rapport A Rapport B |

| 22 november 2020 13:00 | Hisamitsu Springs     | 0–3 | NEC Red Rockets | Fukuoka Citizens Gymnasium Publik: 1 000 Domare: Masato Ono Rapport: Rapport A Rapport B |
| 22 november 2020 13:00 | (16-25, 13-25, 15-25) |     |                 | Fukuoka Citizens Gymnasium Publik: 1 000 Domare: Masato Ono Rapport: Rapport A Rapport B |

| 22 november 2020 13:00 | PFU BlueCats                 | 1–3 | Saitama Ageo Medics | E. Plaza Ishikawa Publik: 0 Domare: Yui Asai Rapport: Rapport A Rapport B |
| 22 november 2020 13:00 | (32-34, 21-25, 25-23, 13-25) |     |                     | E. Plaza Ishikawa Publik: 0 Domare: Yui Asai Rapport: Rapport A Rapport B |

| 22 november 2020 13:05 | Himeji Victorina                    | 2–3 | Toyota Auto Body Queenseis | Wink Gymnasium, Himeji Publik: 782 Domare: Yuka Kitamura Rapport: Rapport A Rapport B |
| 22 november 2020 13:05 | (22-25, 25-16, 26-24, 24-26, 12-15) |     |                            | Wink Gymnasium, Himeji Publik: 782 Domare: Yuka Kitamura Rapport: Rapport A Rapport B |

| 22 november 2020 16:00 | Toray Arrows                 | 3–1 | Kurobe AquaFairies | Wink Gymnasium, Himeji Publik: 446 Domare: Yasuo Chiyonobu Rapport: Rapport A Rapport B |
| 22 november 2020 16:00 | (25-22, 21-25, 25-14, 25-15) |     |                    | Wink Gymnasium, Himeji Publik: 446 Domare: Yasuo Chiyonobu Rapport: Rapport A Rapport B |

Vecka 7
| 28 november 2020 11:00 | Kurobe AquaFairies    | 3–0 | Himeji Victorina | E. Plaza Ishikawa Publik: 0 Domare: Yuka Kitamura Rapport: Rapport A Rapport B |
| 28 november 2020 11:00 | (25-22, 26-24, 25-20) |     |                  | E. Plaza Ishikawa Publik: 0 Domare: Yuka Kitamura Rapport: Rapport A Rapport B |

| 28 november 2020 12:00 | Denso Airybees                      | 3–2 | NEC Red Rockets | Kitagas Arena, Sapporo Publik: 710 Domare: Toshie Akai Rapport: Rapport A Rapport B |
| 28 november 2020 12:00 | (23-25, 25-20, 25-19, 17-25, 15-13) |     |                 | Kitagas Arena, Sapporo Publik: 710 Domare: Toshie Akai Rapport: Rapport A Rapport B |

| 28 november 2020 13:35 | Okayama Seagulls      | 0–3 | Toray Arrows | Zip Arena, Okayama Publik: 1 350 Domare: Keiko Tanemoto Rapport: Rapport A Rapport B |
| 28 november 2020 13:35 | (19-25, 19-25, 20-25) |     |              | Zip Arena, Okayama Publik: 1 350 Domare: Keiko Tanemoto Rapport: Rapport A Rapport B |

| 28 november 2020 14:00 | PFU BlueCats                 | 3–1 | Hitachi Rivale | E. Plaza Ishikawa Publik: 0 Domare: Satomi Naito Rapport: Rapport A Rapport B |
| 28 november 2020 14:00 | (25-20, 28-30, 25-22, 25-22) |     |                | E. Plaza Ishikawa Publik: 0 Domare: Satomi Naito Rapport: Rapport A Rapport B |

| 28 november 2020 16:00 | JT Marvelous          | 3–0 | Toyota Auto Body Queenseis | Zip Arena, Okayama Publik: 900 Domare: Hirokazu Tomita Rapport: Rapport A Rapport B |
| 28 november 2020 16:00 | (25-21, 25-15, 25-20) |     |                            | Zip Arena, Okayama Publik: 900 Domare: Hirokazu Tomita Rapport: Rapport A Rapport B |

| 29 november 2020 11:00 | Hitachi Rivale                     | 3–2 | Kurobe AquaFairies | E. Plaza Ishikawa Publik: 0 Domare: Tomoto Shiro Rapport: Rapport A Rapport B |
| 29 november 2020 11:00 | (25-20, 18-25, 22-25, 25-20, 15-7) |     |                    | E. Plaza Ishikawa Publik: 0 Domare: Tomoto Shiro Rapport: Rapport A Rapport B |

| 29 november 2020 11:00 | Denso Airybees        | 3–0 | Saitama Ageo Medics | Kitagas Arena, Sapporo Publik: 510 Domare: Taku Masaoka Rapport: Rapport A Rapport B |
| 29 november 2020 11:00 | (25-22, 25-19, 27-25) |     |                     | Kitagas Arena, Sapporo Publik: 510 Domare: Taku Masaoka Rapport: Rapport A Rapport B |

| 29 november 2020 13:05 | Okayama Seagulls                    | 3–2 | Toyota Auto Body Queenseis | Zip Arena, Okayama Publik: 1 200 Domare: Mikako Masuoka Rapport: Rapport A Rapport B |
| 29 november 2020 13:05 | (25-17, 25-21, 24-26, 25-27, 17-15) |     |                            | Zip Arena, Okayama Publik: 1 200 Domare: Mikako Masuoka Rapport: Rapport A Rapport B |

| 29 november 2020 14:00 | PFU BlueCats                        | 3–2 | Himeji Victorina | E. Plaza Ishikawa Publik: 0 Domare: Masato Ono Rapport: Rapport A Rapport B |
| 29 november 2020 14:00 | (18-25, 25-16, 18-25, 25-21, 15-12) |     |                  | E. Plaza Ishikawa Publik: 0 Domare: Masato Ono Rapport: Rapport A Rapport B |

| 29 november 2020 16:00 | JT Marvelous                 | 1–3 | Toray Arrows | Zip Arena, Okayama Publik: 850 Domare: Keiko Tanemoto Rapport: Rapport A Rapport B |
| 29 november 2020 16:00 | (22-25, 27-25, 18-25, 17-25) |     |              | Zip Arena, Okayama Publik: 850 Domare: Keiko Tanemoto Rapport: Rapport A Rapport B |

#### Runda 2
Vecka 1
| 04 december 2020 18:30 | NEC Red Rockets       | 3–0 | Himeji Victorina | Todoroki Arena, Kawasaki Publik: 1 983 Domare: Ken Nakayama Rapport: Rapport A Rapport B |
| 04 december 2020 18:30 | (25-18, 28-26, 25-21) |     |                  | Todoroki Arena, Kawasaki Publik: 1 983 Domare: Ken Nakayama Rapport: Rapport A Rapport B |

| 05 december 2020 11:00 | Toray Arrows          | 3–0 | PFU BlueCats | CNA Arena, Akita Publik: 0 Domare: Hiroaki Takahashi Rapport: Rapport A Rapport B |
| 05 december 2020 11:00 | (25-16, 25-23, 25-18) |     |              | CNA Arena, Akita Publik: 0 Domare: Hiroaki Takahashi Rapport: Rapport A Rapport B |

| 05 december 2020 13:00 | NEC Red Rockets              | 3–1 | Denso Airybees | Todoroki Arena, Kawasaki Publik: 2 108 Domare: Tatsumi Sawa Rapport: Rapport A Rapport B |
| 05 december 2020 13:00 | (16-25, 25-18, 25-15, 25-17) |     |                | Todoroki Arena, Kawasaki Publik: 2 108 Domare: Tatsumi Sawa Rapport: Rapport A Rapport B |

| 05 december 2020 13:05 | Hisamitsu Springs     | 0–3 | JT Marvelous | Saga Sunrise Park Gymnasium Publik: 672 Domare: Shin Yamamoto Rapport: Rapport A Rapport B |
| 05 december 2020 13:05 | (25-27, 23-25, 23-25) |     |              | Saga Sunrise Park Gymnasium Publik: 672 Domare: Shin Yamamoto Rapport: Rapport A Rapport B |

| 05 december 2020 14:00 | Hitachi Rivale        | 3–0 | Toyota Auto Body Queenseis | CNA Arena, Akita Publik: 0 Domare: Yui Asai Rapport: Rapport A Rapport B |
| 05 december 2020 14:00 | (25-20, 25-19, 25-19) |     |                            | CNA Arena, Akita Publik: 0 Domare: Yui Asai Rapport: Rapport A Rapport B |

| 05 december 2020 15:45 | Kurobe AquaFairies           | 1–3 | Himeji Victorina | Todoroki Arena, Kawasaki Publik: 1 651 Domare: Satomi Naito Rapport: Rapport A Rapport B |
| 05 december 2020 15:45 | (25-23, 16-25, 11-25, 24-26) |     |                  | Todoroki Arena, Kawasaki Publik: 1 651 Domare: Satomi Naito Rapport: Rapport A Rapport B |

| 05 december 2020 16:00 | Okayama Seagulls             | 1–3 | Saitama Ageo Medics | Saga Sunrise Park Gymnasium Publik: 703 Domare: Junichi Hayashi Rapport: Rapport A Rapport B |
| 05 december 2020 16:00 | (26-24, 21-25, 22-25, 20-25) |     |                     | Saga Sunrise Park Gymnasium Publik: 703 Domare: Junichi Hayashi Rapport: Rapport A Rapport B |

| 06 december 2020 11:00 | Toyota Auto Body Queenseis | 3–0 | PFU BlueCats | CNA Arena, Akita Publik: 0 Domare: Yuka Tsushima Rapport: Rapport A Rapport B |
| 06 december 2020 11:00 | (25-22, 25-12, 25-21)      |     |              | CNA Arena, Akita Publik: 0 Domare: Yuka Tsushima Rapport: Rapport A Rapport B |

| 06 december 2020 12:00 | Denso Airybees               | 3–1 | Kurobe AquaFairies | Todoroki Arena, Kawasaki Publik: 697 Domare: Tatsudai Sawa Rapport: Rapport A Rapport B |
| 06 december 2020 12:00 | (25-20, 23-25, 25-23, 25-18) |     |                    | Todoroki Arena, Kawasaki Publik: 697 Domare: Tatsudai Sawa Rapport: Rapport A Rapport B |

| 06 december 2020 12:00 | Hisamitsu Springs            | 3–1 | Saitama Ageo Medics | Saga Sunrise Park Gymnasium Publik: 697 Domare: Seiji Kiuchi Rapport: Rapport A Rapport B |
| 06 december 2020 12:00 | (25-22, 21-25, 25-19, 25-20) |     |                     | Saga Sunrise Park Gymnasium Publik: 697 Domare: Seiji Kiuchi Rapport: Rapport A Rapport B |

| 06 december 2020 14:00 | Hitachi Rivale               | 1–3 | Toray Arrows | CNA Arena, Akita Publik: 0 Domare: Yui Asai Rapport: Rapport A Rapport B |
| 06 december 2020 14:00 | (26-24, 15-25, 22-25, 14-25) |     |              | CNA Arena, Akita Publik: 0 Domare: Yui Asai Rapport: Rapport A Rapport B |

| 06 december 2020 15:05 | JT Marvelous         | 3–0 | Okayama Seagulls | Saga Sunrise Park Gymnasium Publik: 739 Domare: Shin Yamamoto Rapport: Rapport A Rapport B |
| 06 december 2020 15:05 | (34-32, 25-9, 25-17) |     |                  | Saga Sunrise Park Gymnasium Publik: 739 Domare: Shin Yamamoto Rapport: Rapport A Rapport B |

Vecka 2
| 09 januari 2021 13:30 | Okayama Seagulls                                 |  | NEC Red Rockets | Zip Arena, Okayama Rapport: Inställd |
| 09 januari 2021 13:30 | (Matchen ej spelad p.g.a. förekomst av covid-19) |  |                 | Zip Arena, Okayama Rapport: Inställd |

| 09 januari 2021 16:00 | Toyota Auto Body Queenseis                       |  | Himeji Victorina | Zip Arena, Okayama Rapport: Rescheduled for Friday 22 januari 2021 at 15:00 |
| 09 januari 2021 16:00 | (Matchen ej spelad p.g.a. förekomst av covid-19) |  |                  | Zip Arena, Okayama Rapport: Rescheduled for Friday 22 januari 2021 at 15:00 |

| 10 januari 2021 13:00 | Okayama Seagulls                                 |  | Hitachi Rivale | Zip Arena, Okayama Rapport: Rescheduled for Sunday 31 januari 2021 at 15:30 |
| 10 januari 2021 13:00 | (Matchen ej spelad p.g.a. förekomst av covid-19) |  |                | Zip Arena, Okayama Rapport: Rescheduled for Sunday 31 januari 2021 at 15:30 |

| 10 januari 2021 15:30 | Saitama Ageo Medics                              |  | Kurobe AquaFairies | Zip Arena, Okayama Rapport: Inställd |
| 10 januari 2021 15:30 | (Matchen ej spelad p.g.a. förekomst av covid-19) |  |                    | Zip Arena, Okayama Rapport: Inställd |

Vecka 3
| 16 januari 2021 12:00 | Toyota Auto Body Queenseis                       |  | Denso Airybees | Wing Arena Kariya Rapport: Inställd |
| 16 januari 2021 12:00 | (Matchen ej spelad p.g.a. förekomst av covid-19) |  |                | Wing Arena Kariya Rapport: Inställd |

| 16 januari 2021 12:00 | Hitachi Rivale        | 3–0 | Kurobe AquaFairies | Wing Arena Kariya Publik: 0 Domare: Satomi Naito Rapport: Rapport A Rapport B |
| 16 januari 2021 12:00 | (25-23, 25-18, 25-23) |     |                    | Wing Arena Kariya Publik: 0 Domare: Satomi Naito Rapport: Rapport A Rapport B |

| 16 januari 2021 13:00 | Himeji Victorina                    | 3–2 | Hisamitsu Springs | Wink Gymnasium, Himeji Publik: 677 Domare: Nana Yoshioka Rapport: Rapport A Rapport B |
| 16 januari 2021 13:00 | (15-25, 28-30, 25-23, 25-12, 15-11) |     |                   | Wink Gymnasium, Himeji Publik: 677 Domare: Nana Yoshioka Rapport: Rapport A Rapport B |

| 16 januari 2021 13:05 | Okayama Seagulls      | 0–3 | Toray Arrows | Zip Arena, Okayama Publik: 1080 Domare: Tatsudai Sawa Rapport: Rapport A Rapport B |
| 16 januari 2021 13:05 | (21-25, 16-25, 17-25) |     |              | Zip Arena, Okayama Publik: 1080 Domare: Tatsudai Sawa Rapport: Rapport A Rapport B |

| 16 januari 2021 15:30 | Saitama Ageo Medics          | 3–1 | PFU BlueCats | Zip Arena, Okayama Publik: 680 Domare: Hiroaki Takahashi Rapport: Rapport A Rapport B |
| 16 januari 2021 15:30 | (25-17, 27-29, 25-16, 25-20) |     |              | Zip Arena, Okayama Publik: 680 Domare: Hiroaki Takahashi Rapport: Rapport A Rapport B |

| 16 januari 2021 16:15 | JT Marvelous                       | 2–3 | NEC Red Rockets | Wink Gymnasium, Himeji Publik: 386 Domare: Taisuke Togawa Rapport: Rapport A Rapport B |
| 16 januari 2021 16:15 | (21-25, 25-19, 28-26, 18-25, 9-15) |     |                 | Wink Gymnasium, Himeji Publik: 386 Domare: Taisuke Togawa Rapport: Rapport A Rapport B |

| 17 januari 2021 12:00 | Toyota Auto Body Queenseis   | 3–1 | Kurobe AquaFairies | Wing Arena Kariya Publik: 0 Domare: Tomoto Shiro Rapport: Rapport A Rapport B |
| 17 januari 2021 12:00 | (24-26, 25-22, 25-20, 25-21) |     |                    | Wing Arena Kariya Publik: 0 Domare: Tomoto Shiro Rapport: Rapport A Rapport B |

| 17 januari 2021 13:00 | Himeji Victorina             | 1–3 | JT Marvelous | Wink Gymnasium, Himeji Publik: 643 Domare: Nana Yoshioka Rapport: Rapport A Rapport B |
| 17 januari 2021 13:00 | (10-25, 25-18, 19-25, 23-25) |     |              | Wink Gymnasium, Himeji Publik: 643 Domare: Nana Yoshioka Rapport: Rapport A Rapport B |

| 17 januari 2021 13:05 | Okayama Seagulls     | 3–0 | PFU BlueCats | Zip Arena, Okayama Publik: 1 050 Domare: Hiroaki Takahashi Rapport: Rapport A Rapport B |
| 17 januari 2021 13:05 | (25-9, 25-15, 25-19) |     |              | Zip Arena, Okayama Publik: 1 050 Domare: Hiroaki Takahashi Rapport: Rapport A Rapport B |

| 17 januari 2021 15:00 | Denso Airybees                                   |  | Hitachi Rivale | Wing Arena Kariya Rapport: Inställd |
| 17 januari 2021 15:00 | (Matchen ej spelad p.g.a. förekomst av covid-19) |  |                | Wing Arena Kariya Rapport: Inställd |

| 17 januari 2021 15:30 | Saitama Ageo Medics   | 0–3 | Toray Arrows | Zip Arena, Okayama Publik: 650 Domare: Mikako Masuoka Rapport: Rapport A Rapport B |
| 17 januari 2021 15:30 | (23-25, 23-25, 25-27) |     |              | Zip Arena, Okayama Publik: 650 Domare: Mikako Masuoka Rapport: Rapport A Rapport B |

| 17 januari 2021 16:00 | Hisamitsu Springs     | 0–3 | NEC Red Rockets | Wink Gymnasium, Himeji Publik: 361 Domare: Yasuo Chiyonobu Rapport: Rapport A Rapport B |
| 17 januari 2021 16:00 | (22-25, 23-25, 21-25) |     |                 | Wink Gymnasium, Himeji Publik: 361 Domare: Yasuo Chiyonobu Rapport: Rapport A Rapport B |

Vecka 4
| 22 januari 2021 15:00 | Toyota Auto Body Queenseis | 3–0 | Himeji Victorina | Saiden Chemical Arena, Saitama Publik: 0 Domare: Yui Asai Rapport: Rapport A Rapport B |
| 22 januari 2021 15:00 | (25-18, 25-22, 27-25)      |     |                  | Saiden Chemical Arena, Saitama Publik: 0 Domare: Yui Asai Rapport: Rapport A Rapport B |

| 23 januari 2021 12:00 | Kurobe AquaFairies           | 1–3 | Okayama Seagulls | Kurobe General Sports Center Publik: 0 Domare: Mikako Masuoka Rapport: Rapport A Rapport B |
| 23 januari 2021 12:00 | (25-23, 12-25, 15-25, 22-25) |     |                  | Kurobe General Sports Center Publik: 0 Domare: Mikako Masuoka Rapport: Rapport A Rapport B |

| 23 januari 2021 13:00 | NEC Red Rockets              | 3–1 | Hitachi Rivale | Todoroki Arena, Kawasaki Publik: 1 968 Domare: Toshie Akai Rapport: Rapport A Rapport B |
| 23 januari 2021 13:00 | (25-27, 25-18, 26-24, 25-19) |     |                | Todoroki Arena, Kawasaki Publik: 1 968 Domare: Toshie Akai Rapport: Rapport A Rapport B |

| 23 januari 2021 14:00 | Saitama Ageo Medics   | 3–0 | Toyota Auto Body Queenseis | Saiden Chemical Arena, Saitama Publik: 0 Domare: Atsushi Hattori Rapport: Rapport A Rapport B |
| 23 januari 2021 14:00 | (25-23, 25-15, 26-24) |     |                            | Saiden Chemical Arena, Saitama Publik: 0 Domare: Atsushi Hattori Rapport: Rapport A Rapport B |

| 23 januari 2021 14:30 | Toray Arrows          | 3–0 | Hisamitsu Springs | Kurobe General Sports Center Publik: 0 Domare: Satomi Naito Rapport: Rapport A Rapport B |
| 23 januari 2021 14:30 | (25-12, 25-22, 25-20) |     |                   | Kurobe General Sports Center Publik: 0 Domare: Satomi Naito Rapport: Rapport A Rapport B |

| 23 januari 2021 15:30 | JT Marvelous                                     |  | PFU BlueCats | Todoroki Arena, Kawasaki Rapport: Inställd |
| 23 januari 2021 15:30 | (Matchen ej spelad p.g.a. förekomst av covid-19) |  |              | Todoroki Arena, Kawasaki Rapport: Inställd |

| 24 januari 2021 12:00 | Kurobe AquaFairies            | 1–3 | Hisamitsu Springs | Kurobe General Sports Center Publik: 0 Domare: Satomi Naito Rapport: Rapport A Rapport B |
| 24 januari 2021 12:00 | (20-25, 25-19, 10-25, 18-25 ) |     |                   | Kurobe General Sports Center Publik: 0 Domare: Satomi Naito Rapport: Rapport A Rapport B |

| 24 januari 2021 13:00 | NEC Red Rockets                                  |  | PFU BlueCats | Todoroki Arena, Kawasaki Rapport: Inställd |
| 24 januari 2021 13:00 | (Matchen ej spelad p.g.a. förekomst av covid-19) |  |              | Todoroki Arena, Kawasaki Rapport: Inställd |

| 24 januari 2021 13:00 | Saitama Ageo Medics   | 3–0 | Himeji Victorina | Saiden Chemical Arena, Saitama Publik: 0 Domare: Yui Asai Rapport: Rapport A Rapport B |
| 24 januari 2021 13:00 | (25-17, 25-18, 25-23) |     |                  | Saiden Chemical Arena, Saitama Publik: 0 Domare: Yui Asai Rapport: Rapport A Rapport B |

| 24 januari 2021 14:30 | Denso Airybees                                   |  | Toray Arrows | Kurobe General Sports Center Rapport: Inställd |
| 24 januari 2021 14:30 | (Matchen ej spelad p.g.a. förekomst av covid-19) |  |              | Kurobe General Sports Center Rapport: Inställd |

Vecka 5
| 30 januari 2021 12:00 | Denso Airybees                | 3–1 | Himeji Victorina | Shiga Gymnasium, Otsu Publik: 0 Domare: Mikako Masuoka Rapport: Rapport A Rapport B |
| 30 januari 2021 12:00 | (35-33, 25-23, 23-25, 25-22 ) |     |                  | Shiga Gymnasium, Otsu Publik: 0 Domare: Mikako Masuoka Rapport: Rapport A Rapport B |

| 30 januari 2021 12:00 | JT Marvelous                                     |  | Saitama Ageo Medics | Ookini Arena, Osaka Rapport: Inställd |
| 30 januari 2021 12:00 | (Matchen ej spelad p.g.a. förekomst av covid-19) |  |                     | Ookini Arena, Osaka Rapport: Inställd |

| 30 januari 2021 13:00 | Hisamitsu Springs            | 3–1 | Hitachi Rivale | Green Arena, Kobe Publik: 650 Domare: Nana Yoshioka Rapport: Rapport A Rapport B |
| 30 januari 2021 13:00 | (25-23, 28-26, 20-25, 25-23) |     |                | Green Arena, Kobe Publik: 650 Domare: Nana Yoshioka Rapport: Rapport A Rapport B |

| 30 januari 2021 15:00 | Toray Arrows                        | 3–2 | NEC Red Rockets | Shiga Gymnasium, Otsu Publik: 0 Domare: Zeda Rapport: Rapport A Rapport B |
| 30 januari 2021 15:00 | (19-25, 19-25, 25-23, 25-22, 15-12) |     |                 | Shiga Gymnasium, Otsu Publik: 0 Domare: Zeda Rapport: Rapport A Rapport B |

| 30 januari 2021 16:00 | Okayama Seagulls             | 3–1 | Toyota Auto Body Queenseis | Green Arena, Kobe Publik: 590 Domare: Yasuo Chiyonobu Rapport: Rapport A Rapport B |
| 30 januari 2021 16:00 | (25-20, 25-22, 21-25, 25-17) |     |                            | Green Arena, Kobe Publik: 590 Domare: Yasuo Chiyonobu Rapport: Rapport A Rapport B |

| 31 januari 2021 12:00 | Denso Airybees        | 0–3 | PFU BlueCats | Shiga Gymnasium, Otsu Publik: 0 Domare: Zeda Rapport: Rapport A Rapport B |
| 31 januari 2021 12:00 | (22-25, 23-25, 17-25) |     |              | Shiga Gymnasium, Otsu Publik: 0 Domare: Zeda Rapport: Rapport A Rapport B |

| 31 januari 2021 13:00 | Hisamitsu Springs     | 3–0 | Toyota Auto Body Queenseis | Green Arena, Kobe Publik: 450 Domare: Yasuo Chiyonobu Rapport: Rapport A Rapport B |
| 31 januari 2021 13:00 | (25-22, 25-22, 25-11) |     |                            | Green Arena, Kobe Publik: 450 Domare: Yasuo Chiyonobu Rapport: Rapport A Rapport B |

| 31 januari 2021 13:00 | JT Marvelous                 | 3–1 | Kurobe AquaFairies | Shiga Gymnasium, Otsu Publik: 358 Domare: Tomohito Castle Rapport: Rapport A Rapport B |
| 31 januari 2021 13:00 | (22-25, 25-18, 25-17, 25-21) |     |                    | Shiga Gymnasium, Otsu Publik: 358 Domare: Tomohito Castle Rapport: Rapport A Rapport B |

| 31 januari 2021 15:00 | Toray Arrows           | 3–0 | Himeji Victorina | Shiga Gymnasium, Otsu Publik: 0 Domare: Mikako Masuoka Rapport: Rapport A Rapport B |
| 31 januari 2021 15:00 | ( 25-20, 25-23, 26-24) |     |                  | Shiga Gymnasium, Otsu Publik: 0 Domare: Mikako Masuoka Rapport: Rapport A Rapport B |

| 31 januari 2021 15:30 | Okayama Seagulls             | 3–1 | Hitachi Rivale | Green Arena, Kobe Publik: 340 Domare: Nana Yoshioka Rapport: Rapport A Rapport B |
| 31 januari 2021 15:30 | (25-16, 25-22, 18-25, 25-21) |     |                | Green Arena, Kobe Publik: 340 Domare: Nana Yoshioka Rapport: Rapport A Rapport B |

Vecka 6
| 06 februari 2021 12:00 | Saitama Ageo Medics          | 3–1 | Denso Airybees | Hitachinaka Sports Facility Publik: 0 Domare: Mikako Masuoka Rapport: Rapport A Rapport B |
| 06 februari 2021 12:00 | (24-26, 25-23, 25-19, 25-23) |     |                | Hitachinaka Sports Facility Publik: 0 Domare: Mikako Masuoka Rapport: Rapport A Rapport B |

| 06 februari 2021 12:00 | Toyota Auto Body Queenseis | 0–3 | NEC Red Rockets | Sky Hall Toyota Publik: 0 Domare: Satomi Naito Rapport: Rapport A Rapport B |
| 06 februari 2021 12:00 | (17-25, 13-25, 15-25)      |     |                 | Sky Hall Toyota Publik: 0 Domare: Satomi Naito Rapport: Rapport A Rapport B |

| 06 februari 2021 13:00 | Himeji Victorina      | 3–0 | Okayama Seagulls | Wink Gymnasium, Himeji Publik: 557 Domare: Junichi Hayashi Rapport: Rapport A Rapport B |
| 06 februari 2021 13:00 | (25-20, 25-23, 25-14) |     |                  | Wink Gymnasium, Himeji Publik: 557 Domare: Junichi Hayashi Rapport: Rapport A Rapport B |

| 06 februari 2021 15:00 | Hitachi Rivale        | 0–3 | JT Marvelous | Hitachinaka Sports Facility Publik: 0 Domare: Toshie Akai Rapport: Rapport A Rapport B |
| 06 februari 2021 15:00 | (24-26, 19-25, 22-25) |     |              | Hitachinaka Sports Facility Publik: 0 Domare: Toshie Akai Rapport: Rapport A Rapport B |

| 06 februari 2021 15:00 | Toray Arrows                 | 3–1 | Kurobe AquaFairies | Sky Hall Toyota Publik: 0 Domare: Nana Yoshioka Rapport: Rapport A Rapport B |
| 06 februari 2021 15:00 | (25-20, 25-20, 23-25, 25-22) |     |                    | Sky Hall Toyota Publik: 0 Domare: Nana Yoshioka Rapport: Rapport A Rapport B |

| 06 februari 2021 16:00 | Hisamitsu Springs                                |  | PFU BlueCats | Wink Gymnasium, Himeji Rapport: Inställd |
| 06 februari 2021 16:00 | (Matchen ej spelad p.g.a. förekomst av covid-19) |  |              | Wink Gymnasium, Himeji Rapport: Inställd |

| 07 februari 2021 12:00 | JT Marvelous                       | 3–2 | Denso Airybees | Hitachinaka Sports Facility Publik: 0 Domare: Toshie Akai Rapport: Rapport A Rapport B |
| 07 februari 2021 12:00 | (23-25, 21-25, 25-21, 25-18, 15-9) |     |                | Hitachinaka Sports Facility Publik: 0 Domare: Toshie Akai Rapport: Rapport A Rapport B |

| 07 februari 2021 12:00 | Toyota Auto Body Queenseis | 0–3 | Toray Arrows | Sky Hall Toyota Publik: 0 Domare: Taisuke Togawa Rapport: Rapport A Rapport B |
| 07 februari 2021 12:00 | (22-25, 13-25, 14-25)      |     |              | Sky Hall Toyota Publik: 0 Domare: Taisuke Togawa Rapport: Rapport A Rapport B |

| 07 februari 2021 12:00 | Okayama Seagulls             | 1–3 | Hisamitsu Springs | Wink Gymnasium, Himeji Publik: 620 Domare: Yasuo Chiyonobu Rapport: Rapport A Rapport B |
| 07 februari 2021 12:00 | (13-25, 22-25, 25-17, 19-25) |     |                   | Wink Gymnasium, Himeji Publik: 620 Domare: Yasuo Chiyonobu Rapport: Rapport A Rapport B |

| 07 februari 2021 12:00 | Himeji Victorina                                 |  | PFU BlueCats | Wink Gymnasium, Himeji Rapport: Inställd |
| 07 februari 2021 12:00 | (Matchen ej spelad p.g.a. förekomst av covid-19) |  |              | Wink Gymnasium, Himeji Rapport: Inställd |

| 07 februari 2021 15:00 | Hitachi Rivale        | 0–3 | Saitama Ageo Medics | Hitachinaka Sports Facility Publik: 0 Domare: Takeshi Eshita Rapport: Rapport A Rapport B |
| 07 februari 2021 15:00 | (20-25, 18-25, 23-25) |     |                     | Hitachinaka Sports Facility Publik: 0 Domare: Takeshi Eshita Rapport: Rapport A Rapport B |

| 07 februari 2021 15:00 | NEC Red Rockets      | 3–0 | Kurobe AquaFairies | Sky Hall Toyota Publik: 0 Domare: Nana Yoshioka Rapport: Rapport A Rapport B |
| 07 februari 2021 15:00 | (25-7, 25-19, 25-16) |     |                    | Sky Hall Toyota Publik: 0 Domare: Nana Yoshioka Rapport: Rapport A Rapport B |

Vecka 7
| 13 februari 2021 12:00 | Hitachi Rivale                     | 3–2 | Himeji Victorina | E. Plaza Ishikawa Publik: 0 Domare: Mikako Masuoka Rapport: Rapport A Rapport B |
| 13 februari 2021 12:00 | (15-25, 25-22, 21-25, 25-22, 15-9) |     |                  | E. Plaza Ishikawa Publik: 0 Domare: Mikako Masuoka Rapport: Rapport A Rapport B |

| 13 februari 2021 13:00 | JT Marvelous          | 3–0 | Toyota Auto Body Queenseis | Baycom Gymnasium, Amagasaki Publik: 620 Domare: Shin Yamamoto Rapport: Rapport A Rapport B |
| 13 februari 2021 13:00 | (25-17, 25-23, 25-21) |     |                            | Baycom Gymnasium, Amagasaki Publik: 620 Domare: Shin Yamamoto Rapport: Rapport A Rapport B |

| 13 februari 2021 15:00 | PFU BlueCats                                     |  | Kurobe AquaFairies | E. Plaza Ishikawa Rapport: Inställd |
| 13 februari 2021 15:00 | (Matchen ej spelad p.g.a. förekomst av covid-19) |  |                    | E. Plaza Ishikawa Rapport: Inställd |

| 13 februari 2021 15:30 | Okayama Seagulls                    | 2–3 | Denso Airybees | Baycom Gymnasium, Amagasaki Publik: 560 Domare: Nana Yoshioka Rapport: Rapport A Rapport B |
| 13 februari 2021 15:30 | (23-25, 17-25, 25-15, 25-19, 10-15) |     |                | Baycom Gymnasium, Amagasaki Publik: 560 Domare: Nana Yoshioka Rapport: Rapport A Rapport B |

| 14 februari 2021 11:00 | Saitama Ageo Medics          | 3–1 | NEC Red Rockets | E. Plaza Ishikawa Publik: 0 Domare: Taisuke Togawa Rapport: Rapport A Rapport B |
| 14 februari 2021 11:00 | (24-26, 25-22, 25-22, 25-21) |     |                 | E. Plaza Ishikawa Publik: 0 Domare: Taisuke Togawa Rapport: Rapport A Rapport B |

| 14 februari 2021 13:05 | JT Marvelous          | 0–3 | Toray Arrows | Baycom Gymnasium, Amagasaki Publik: 871 Domare: Toshie Akai Rapport: Rapport A Rapport B |
| 14 februari 2021 13:05 | (14-25, 20-25, 30-32) |     |              | Baycom Gymnasium, Amagasaki Publik: 871 Domare: Toshie Akai Rapport: Rapport A Rapport B |

| 14 februari 2021 14:05 | PFU BlueCats                 | 3–1 | Hitachi Rivale | E. Plaza Ishikawa Publik: 0 Domare: Ken Nakayama Rapport: Rapport A Rapport B |
| 14 februari 2021 14:05 | (25-16, 18-25, 25-15, 25-18) |     |                | E. Plaza Ishikawa Publik: 0 Domare: Ken Nakayama Rapport: Rapport A Rapport B |

| 14 februari 2021 15:30 | Denso Airybees                     | 3–2 | Hisamitsu Springs | Baycom Gymnasium, Amagasaki Publik: 702 Domare: Junichi Hayashi Rapport: Rapport A Rapport B |
| 14 februari 2021 15:30 | (16-25, 25-22, 22-25, 26-24, 15-9) |     |                   | Baycom Gymnasium, Amagasaki Publik: 702 Domare: Junichi Hayashi Rapport: Rapport A Rapport B |

## Slutspelet

### Spel om plats 1-4
|  | Semifinaler     | Semifinaler  |   |                | Final               | Final |  |
|  |                 |              |   |                |                     |       |  |
|  | 20 februari     |              |   |                |                     |       |  |
|  | Toray Arrows    | 3            |   |                |                     |       |  |
|  | Denso Airybees  | 0            |   |                |                     |       |  |
|  |                 |              |   |                |                     |       |  |
|  |                 |              |   |                | 21 februari         |       |  |
|  |                 |              |   |                | Toray Arrows        | 1     |  |
|  |                 | JT Marvelous | 3 |                |                     |       |  |
|  |                 |              |   |                |                     |       |  |
|  |                 |              |   |                |                     |       |  |
|  |                 |              |   |                | Match om tredjepris |       |  |
|  | 20 februari     | 20 februari  |   | 21 februari    | 21 februari         |       |  |
|  | JT Marvelous    | 3            |   | Denso Airybees | 1                   |       |  |
|  | NEC Red Rockets | 2            |   |                | NEC Red Rockets     | 3     |  |

Matchresultat
| 20 februari 2021 12:30 | Toray Arrows          | 3–0 | Denso Airybees | Ota Ward Gymnasium, Tokyo Publik: 829 Domare: Takeshi Eshita Rapport: Rapport A Rapport B |
| 20 februari 2021 12:30 | (25-16, 25-23, 25-20) |     |                | Ota Ward Gymnasium, Tokyo Publik: 829 Domare: Takeshi Eshita Rapport: Rapport A Rapport B |

| 20 februari 2021 15:00 | JT Marvelous                        | 3–2 | NEC Red Rockets | Ota Ward Gymnasium, Tokyo Publik: 1 116 Domare: Shin Yamamoto Rapport: Rapport A Rapport B |
| 20 februari 2021 15:00 | (29-27, 25-21, 23-25, 15-25, 15-12) |     |                 | Ota Ward Gymnasium, Tokyo Publik: 1 116 Domare: Shin Yamamoto Rapport: Rapport A Rapport B |

| 21 februari 2021 12:30 | Denso Airybees               | 1–3 | NEC Red Rockets | Ota Ward Gymnasium, Tokyo Publik: 651 Domare: Hiroyuki Hara Rapport: Rapport A Rapport B |
| 21 februari 2021 12:30 | (25-19, 14-25, 21-25, 19-25) |     |                 | Ota Ward Gymnasium, Tokyo Publik: 651 Domare: Hiroyuki Hara Rapport: Rapport A Rapport B |

| 21 februari 2021 17:00 | Toray Arrows                 | 1–3 | JT Marvelous | Ota Ward Gymnasium, Tokyo Publik: 836 Domare: Toshie Akai Rapport: Rapport A Rapport B |
| 21 februari 2021 17:00 | (25-23, 21-25, 21-25, 20-25) |     |              | Ota Ward Gymnasium, Tokyo Publik: 836 Domare: Toshie Akai Rapport: Rapport A Rapport B |

### Spel om plats 5-8
|  | Matcher om plats 5-8 | Matcher om plats 5-8 |   |                | Match om 5:e plats  | Match om 5:e plats |  |
|  |                      |                      |   |                |                     |                    |  |
|  | 20 februari          |                      |   |                |                     |                    |  |
|  | Saitama Ageo Medics  | 3                    |   |                |                     |                    |  |
|  | Hitachi Rivale       | 1                    |   |                |                     |                    |  |
|  |                      |                      |   |                |                     |                    |  |
|  |                      |                      |   |                | 21 februari         |                    |  |
|  |                      |                      |   |                | Saitama Ageo Medics | 3                  |  |
|  |                      | Okayama Seagulls     | 1 |                |                     |                    |  |
|  |                      |                      |   |                |                     |                    |  |
|  |                      |                      |   |                |                     |                    |  |
|  |                      |                      |   |                | Match om 7:e plats  |                    |  |
|  | 20 februari          | 20 februari          |   | 21 februari    | 21 februari         |                    |  |
|  | Okayama Seagulls     | 3                    |   | Hitachi Rivale | 3                   |                    |  |
|  | Hisamitsu Springs    | 0                    |   |                | Hisamitsu Springs   | 2                  |  |

Matchresultat
| 20 februari 2021 12:30 | Saitama Ageo Medics          | 3–1 | Hitachi Rivale | Saitama Budokan, Ageo Publik: 399 Domare: Taisuke Togawa Rapport: Rapport A Rapport B |
| 20 februari 2021 12:30 | (25-23, 21-25, 26-24, 25-14) |     |                | Saitama Budokan, Ageo Publik: 399 Domare: Taisuke Togawa Rapport: Rapport A Rapport B |

| 20 februari 2021 15:30 | Okayama Seagulls      | 3–0 | Hisamitsu Springs | Saitama Budokan, Ageo Publik: 507 Domare: Yui Asai Rapport: Rapport A Rapport B |
| 20 februari 2021 15:30 | (25-17, 25-19, 25-19) |     |                   | Saitama Budokan, Ageo Publik: 507 Domare: Yui Asai Rapport: Rapport A Rapport B |

| 21 februari 2021 12:30 | Hitachi Rivale                      | 3–2 | Hisamitsu Springs | Saitama Budokan, Ageo Publik: 357 Domare: Yuka Tsushima Rapport: Rapport A Rapport B |
| 21 februari 2021 12:30 | (25-19, 23-25, 14-25, 28-26, 17-15) |     |                   | Saitama Budokan, Ageo Publik: 357 Domare: Yuka Tsushima Rapport: Rapport A Rapport B |

| 21 februari 2021 15:30 | Saitama Ageo Medics          | 3–1 | Okayama Seagulls | Saitama Budokan, Ageo Publik: 218 Domare: Yui Asai Rapport: Rapport A Rapport B |
| 21 februari 2021 15:30 | (17-25, 25-23, 25-20, 25-20) |     |                  | Saitama Budokan, Ageo Publik: 218 Domare: Yui Asai Rapport: Rapport A Rapport B |

### Spel om plats 9-12
|  | Matcher om plats 9-12      | Matcher om plats 9-12 |   |                            | Match om 9:e plats  | Match om 9:e plats |  |
|  |                            |                       |   |                            |                     |                    |  |
|  | 20 februari                |                       |   |                            |                     |                    |  |
|  | Toyota Auto Body Queenseis | 2                     |   |                            |                     |                    |  |
|  | Himeji Victorina           | 3                     |   |                            |                     |                    |  |
|  |                            |                       |   |                            |                     |                    |  |
|  |                            |                       |   |                            | 21 februari         |                    |  |
|  |                            |                       |   |                            | Himeji Victorina    | 1                  |  |
|  |                            | PFU BlueCats          | 3 |                            |                     |                    |  |
|  |                            |                       |   |                            |                     |                    |  |
|  |                            |                       |   |                            |                     |                    |  |
|  |                            |                       |   |                            | Match om 11:e plats |                    |  |
|  | 20 februari                | 20 februari           |   | 21 februari                | 21 februari         |                    |  |
|  | PFU BlueCats               | 3                     |   | Toyota Auto Body Queenseis | 3                   |                    |  |
|  | Kurobe AquaFairies         | 1                     |   |                            | Kurobe AquaFairies  | 1                  |  |

Matchresultat
| 20 februari 2021 12:30 | Toyota Auto Body Queenseis          | 2–3 | Himeji Victorina | Ikenokawa Sakura Arena, Hitachi Publik: 0 Domare: Satomi Naito Rapport: Rapport A Rapport B |
| 20 februari 2021 12:30 | (33-35, 25-19, 20-25, 25-19, 10-15) |     |                  | Ikenokawa Sakura Arena, Hitachi Publik: 0 Domare: Satomi Naito Rapport: Rapport A Rapport B |

| 20 februari 2021 15:30 | PFU BlueCats                 | 3–1 | Kurobe AquaFairies | Ikenokawa Sakura Arena, Hitachi Publik: 0 Domare: Mikako Masuoka Rapport: Rapport A Rapport B |
| 20 februari 2021 15:30 | (25-10, 22-25, 25-15, 25-19) |     |                    | Ikenokawa Sakura Arena, Hitachi Publik: 0 Domare: Mikako Masuoka Rapport: Rapport A Rapport B |

| 21 februari 2021 12:30 | Toyota Auto Body Queenseis   | 3–1 | Kurobe AquaFairies | Ikenokawa Sakura Arena, Hitachi Publik: 0 Domare: Tatsumi Sawa Rapport: Rapport A Rapport B |
| 21 februari 2021 12:30 | (21-25, 25-22, 25-22, 25-20) |     |                    | Ikenokawa Sakura Arena, Hitachi Publik: 0 Domare: Tatsumi Sawa Rapport: Rapport A Rapport B |

| 21 februari 2021 15:30 | Himeji Victorina             | 1–3 | PFU BlueCats | Ikenokawa Sakura Arena, Hitachi Publik: 0 Domare: Nana Yoshioka Rapport: Rapport A Rapport B |
| 21 februari 2021 15:30 | (15-25, 25-23, 25-27, 18-25) |     |              | Ikenokawa Sakura Arena, Hitachi Publik: 0 Domare: Nana Yoshioka Rapport: Rapport A Rapport B |

## Slutplaceringar
| Rank | Klubb                      |
| ---- | -------------------------- |
| 1    | JT Marvelous               |
| 2    | Toray Arrows               |
| 3    | NEC Red Rockets            |
| 4    | Denso Airybees             |
| 5    | Saitama Ageo Medics        |
| 6    | Okayama Seagulls           |
| 7    | Hitachi Rivale             |
| 8    | Hisamitsu Springs          |
| 9    | PFU BlueCats               |
| 10   | Himeji Victorina           |
| 11   | Toyota Auto Body Queenseis |
| 12   | Kurobe AquaFairies         |

|  | Kvalificerat för the 2021 Asian Women's Club Volleyball Championship |

| Mästare      |
| ------------ |
| JT Marvelous |

| Laguppställning |
| Passare: Aki Momii, Mika Shibata Libero: Mako Kobata, Tomoyo Fukagaya MB: Aika Akutagawa, Anna Ogawa, Thatdao Nuekjang, Risa Hashimoto, Sakura Kanda, Nana Sakakibara, Marina Takahashi OP: Andrea Drews OH: Hickman Jahstice, Kotona Hayashi, Mizuki Tanaka, Yuka Meguro, Yuka Kutsui, Yuki Nishikawa, Yukiko Wada |
| Tränare: Tomoko Yoshihara |
| |

## Utmärkelser

### Grundserien
- Best poängvinnare
  -  Jana Kulan (Toray Arrows)
- Bästa spiker
  -  Haruyo Shimamura (NEC Red Rockets)
- Bästa blockare
  -  Foluke Akinradewo (Hisamitsu Springs)
  -  Erika Araki (Toyota Auto Body Queenseis)
- Bästa servare
  -  Misaki Yamauchi (NEC Red Rockets)
- Bästa mottagare
  -  Mako Kobata (JT Marvelous)
- V.Leagues specialpris[a]
  -  Haruyo Shimamura (NEC Red Rockets)
  -  Nana Iwasaka (Hisamitsu Springs)
  -  Yuki Ishii (Hisamitsu Springs)
- V.Leagues förtjänstpris[b]
  -  Risa Shinnabe  (Hisamitsu Springs)

1. ↑  För att ha spelat mer än 10 säsonger och mer än 230 matcher
2. ↑  För att ha varit en central spelare under 11 säsonger och satt japanskt rekord i framgångsrika mottagningar (70.0%)

### Slutspelet
- Mest värdefulla spelare
  -  Mako Kobata (JT Marvelous)
- Bästa sexa
  -  Sarina Koga (NEC Red Rockets)
  -  Jana Kulan (Toray Arrows)
  -  Haruyo Shimamura (NEC Red Rockets)
  -  Andrea Drews (JT Marvelous)
  -  Nanami Seki (Toray Arrows)
  -  Foluke Akinradewo (Hisamitsu Springs)
- Bästa libero
  -  Mako Kobata (JT Marvelous)
- Mottagarprispris
  -  Kotona Hayashi (JT Marvelous)
- Pris för kämpaglöd
  -  Ai Kurogo (Toray Arrows)
- Pris som bästa nykomling
  -  Mami Yokota (Denso Airybees)
- Fair play-utmärkelse
  -  Mizuki Tanaka (JT Marvelous)
- Tränarpris
  -  Tomoko Yoshihara (JT Marvelous)
- Matsudaira Yasutakas pris
  -  Tomoko Yoshihara (JT Marvelous)

## Kval (V.Challenge Tournament)
I kvalet spelade elvan från division 1 mot tvåan från division 2 och tolvan från division 1 mot ettan från division 2. Samma rankingregler som för grundserien gällde. Kvalet hölls i Nagaoka Gymnasium 3 och 4 april 2021.
Elvan från division 1 mot tvåan från division 2
| Pos | Lag                              | M | V | F | P | SV | SF | SK    | BV  | BF  | BK    | Kvalificering     |
| --- | -------------------------------- | - | - | - | - | -- | -- | ----- | --- | --- | ----- | ----------------- |
| 1   | Toyota Auto Body Queenseis       | 2 | 2 | 0 | 6 | 6  | 0  | MAX   | 157 | 124 | 1,266 | 2021–22 V1 League |
| 2   | Route Inn Hotels Brilliant Aries | 2 | 0 | 2 | 0 | 0  | 6  | 0,000 | 124 | 157 | 0,790 |                   |

Matchresultat
| 3 april 2021 12:00 | Toyota Auto Body Queenseis | 3–0 | Route Inn Hotels Brilliant Aries | Nagaoka Gymnasium Publik: 585 Domare: Mikako Masuoka Rapport: Rapport A Rapport B |
| 3 april 2021 12:00 | (25-16, 25-15, 25-23)      |     |                                  | Nagaoka Gymnasium Publik: 585 Domare: Mikako Masuoka Rapport: Rapport A Rapport B |

| 4 april 2021 12:00 | Toyota Auto Body Queenseis | 3–0 | Route Inn Hotels Brilliant Aries | Nagaoka Gymnasium Publik: 643 Domare: Hiroaki Takahashi Rapport: Rapport A Rapport B |
| 4 april 2021 12:00 | (25-17, 32-30, 25-23)      |     |                                  | Nagaoka Gymnasium Publik: 643 Domare: Hiroaki Takahashi Rapport: Rapport A Rapport B |

Tolvan från division 1 mot ettan från division 2
| Pos | Lag                    | M | V | F | P | SV | SF | SK    | BV  | BF  | BK    | Kvalificering     |
| --- | ---------------------- | - | - | - | - | -- | -- | ----- | --- | --- | ----- | ----------------- |
| 1   | Kurobe AquaFairies     | 2 | 2 | 0 | 6 | 6  | 1  | 6,000 | 170 | 137 | 1,241 | 2021–22 V1 League |
| 2   | Gunma Bank Green Wings | 2 | 0 | 2 | 0 | 1  | 6  | 0,167 | 137 | 170 | 0,806 |                   |

Matchresultat
| 3 april 2021 15:00 | Kurobe AquaFairies    | 3–0 | Gunma Bank Green Wings | Nagaoka Gymnasium Publik: 627 Domare: Taisuke Togawa Rapport: Rapport A Rapport B |
| 3 april 2021 15:00 | (25-14, 25-20, 25-22) |     |                        | Nagaoka Gymnasium Publik: 627 Domare: Taisuke Togawa Rapport: Rapport A Rapport B |

| 4 april 2021 15:00 | Kurobe AquaFairies           | 3–1 | Gunma Bank Green Wings | Nagaoka Gymnasium Publik: 652 Domare: Yuka Kitamura Rapport: Rapport A Rapport B |
| 4 april 2021 15:00 | (20-25, 25-13, 25-23, 25-20) |     |                        | Nagaoka Gymnasium Publik: 652 Domare: Yuka Kitamura Rapport: Rapport A Rapport B |

## All Star-match
Ingen All Star-match spelades.